# تسورو، یاماناشی
تسورو در استان یاماناشی در کشور ژاپن واقع شده‌است که دارای جمعیت ۳۴٬۴۳۹ نفر و مساحت ۱۶۱٫۵۸ کیلومتر مربع با تراکم جمعیت ۲۱۳ نفر در کیلومترمربع است و در تاریخ ۲۹ آوریل ۱۹۵۴ به عنوان شهر شناخته شد.